# Louise Bourgeois
Louise Bourgeois (Paris, 25 de dezembro de 1911 - Nova Iorque, 31 de maio de 2010) foi uma artista plástica  franco-americana, conhecida principalmente por sua escultura Maman, da qual existe uma versão em exposição no MAM-SP, na marquise do Parque Ibirapuera. Fortemente influenciada pelo surrealismo, pelo primitivismo e por escultores modernistas como Alberto Giacometti e Constantin Brancusi, seus trabalhos tendem a ser abstractos e altamente simbólicos, e estão presentes em vários espectáculos e colecções permanentes em museus ou galerias pelo mundo fora.

## Biografia

### Primeiros anos
Bourgeois nasceu em 25 de dezembro de 1911 em Paris, França. Ela era a segunda de três filhos de Joséphine Fauriaux e Louis Bourgeois. Seus pais eram proprietários de uma galeria que trabalhava principalmente com tapeçarias antigas. Alguns anos após seu nascimento, sua família se mudou de Paris e montou uma oficina de restauração de tapeçarias no andar de baixo de seu apartamento em Choisy-le-Roi, para a qual Bourgeois preenchia os desenhos onde haviam ficado gastos. A parte inferior das tapeçarias era sempre danificada, o que geralmente era resultado dos pés dos personagens e das patas dos animais.
Em 1930, Bourgeois entrou na Sorbonne para estudar matemática e geometria, assuntos que ela valorizava por sua estabilidade, dizendo: "Eu tive paz de espírito, somente através do estudo de regras que ninguém podia mudar".
Sua mãe morreu em 1932, enquanto Bourgeois estudava matemática. A morte de sua mãe a inspirou a abandonar a matemática e a começar a estudar arte. Ela continuou a estudar arte ingressando em aulas onde eram necessários tradutores para os alunos de língua inglesa, especialmente porque aos tradutores não era cobrada a mensalidade. Em uma dessas aulas, Fernand Léger viu seu trabalho e lhe disse que era escultora, não pintora. Bourgeois aceitou um trabalho como docente, conduzindo turnês no Museu do Louvre .
Bourgeois se formou na Sorbonne em 1935. Começou a estudar arte em Paris, primeiro na École des Beaux-Arts e École du Louvre, e depois de 1932 nas academias independentes de Montparnasse e Montmartre, como a Académie Colarossi, Académie Ranson, Académie Julian, Académie de la Grande Chaumière e com André Lhote, Fernand Léger, Paul Colin e Cassandre. Bourgeois tinha um desejo de experiência em primeira mão e visitava frequentemente estúdios em Paris, aprendendo técnicas com os artistas e auxiliando com exposições.
Ela abriu uma gráfica ao lado da galeria de tapeçaria de seu pai, onde conheceu o professor de arte americano Robert Goldwater como cliente. Eles se casaram e se mudaram para os Estados Unidos (onde ele lecionava na Universidade de Nova York). Tiveram três filhos, um foi adotado. O casamento durou até a morte de Goldwater, em 1973.
Bourgeois se assentou na cidade de Nova York com seu marido em 1938. Ela continuou seus estudos na Art Students League of New York, estudando pintura com Vaclav Vytlacil, e também produzindo esculturas e gravuras. "A primeira pintura tinha uma grade: a grade é uma coisa muito pacífica porque nada pode dar errado... tudo está completo". Não há espaço para a ansiedade ... tudo tem um lugar, tudo é bem-vindo".
Bourgeois incorporou aquelas referências autobiográficas à sua escultura Quarantania I, em exposição no Cullen Sculpture Garden no Museum of Fine Arts, em Houston.

### Anos médios
Para Bourgeois, o início dos anos 40 representou as dificuldades de uma transição para um novo país e a luta para entrar no mundo das exposições de Nova York. Seu obra durante esta época foi construída a partir de sucata e restos de madeira que ela usava para esculpir esculturas de madeira na vertical. As impurezas da madeira eram então camufladas com tinta, após o que foram utilizados pregos para inventar buracos e arranhões na tentativa de retratar alguma emoção. A Sleeping Figure é um exemplo que retrata uma figura de guerra que é incapaz de enfrentar o mundo real devido à vulnerabilidade. Ao longo de sua vida, o trabalho de Bourgeois foi criado a partir da revisitação de seu próprio passado conturbado, quando ela encontrou inspiração e catarse temporária de sua infância e do abuso que sofreu de seu pai. Lentamente ela desenvolveu mais confiança artística, embora seus anos médios sejam mais opacos, o que pode ser devido ao fato de ela ter recebido muito pouca atenção do mundo da arte apesar de ter sua primeira exposição individual em 1945. Em 1951, seu pai morreu e ela se tornou cidadã americana.
Em 1954, Bourgeois juntou-se ao American Abstract Artists Group, com vários contemporâneos, entre eles Barnett Newman e Ad Reinhardt. Nesta época ela também fez amizade com os artistas Willem de Kooning, Mark Rothko e Jackson Pollock. Como parte do American Abstract Artists Group, Bourgeois fez a transição da madeira e estruturas verticais para o mármore, gesso e bronze enquanto investigava preocupações como medo, vulnerabilidade e perda de controle. Esta transição foi um ponto de inflexão. Ela se referiu a sua arte como uma série ou sequência intimamente relacionada a dias e circunstâncias, descrevendo seu trabalho inicial como o medo de cair que mais tarde se transformou na arte de cair e a evolução final como a arte de aguentar-se ali. Seus conflitos na vida real lhe deram poder para autenticar suas experiências e lutas através de uma forma de arte única. Em 1958, Bourgeois e seu marido se mudaram para uma casa em terraço na West 20th Street, em Chelsea, Manhattan, onde ela viveu e trabalhou pelo resto de sua vida.
Apesar de ter rejeitado a idéia de que sua arte fosse feminista, o tema de Bourgeois era o feminino. Obras como Femme Maison (1946-1947), Torso self-portrait (1963-1964), Arch of Hysteria (1993), todas retratam o corpo feminino. No final dos anos 60, seu imaginário tornou-se mais explicitamente sexual ao explorar a relação entre homens e mulheres e o impacto emocional de sua infância conturbada. Esculturas sexualmente explícitas como Janus Fleuri, (1968) mostram que ela não tinha medo de usar a forma feminina de novas maneiras. Ela foi citada para dizer "Meu trabalho trata de problemas que são pré-gênero", escreveu ela. "Por exemplo, o ciúme não é masculino nem feminino". Com o avanço do feminismo, seu trabalho encontrou um público mais amplo. Apesar desta afirmação, em 1976 Femme Maison figurou  na capa do livro From the Center: Feminist Essays on Women's Art  de Lucy Lippard e tornou-se um ícone do movimento artístico feminista.

### Últimos anos
Em 1973, Bourgeois passou a lecionar no Pratt Institute, Cooper Union, Brooklyn College e na New York Studio School of Drawing, Painting and Sculpture. De 1974 até 1977, Bourgeois trabalhou na Escola de Artes Visuais de Nova York, onde ensinou gravura e escultura. Ela também foi professora por muitos anos nas escolas públicas de Great Neck, Long Island.
No início dos anos 70, Bourgeois realizou encontros chamados "Sunday, bloody Sundays" em sua casa em Chelsea. Estes salões estavam repletos de jovens artistas e estudantes cujo trabalho seria criticado por Bourgeois. A impiedade de sua crítica e seu senso de humor seco levaram Bourgeois a dar nome a estes encontros. Bourgeois inspirou muitos jovens estudantes a fazer arte de natureza feminista. Entretanto, o amigo e assistente de longa data de Louise, Jerry Gorovoy, declarou que Louise considerava seu próprio trabalho "pré-gênero".
Bourgeois alinhou-se com ativistas e tornou-se membro do Fight Censorship Group, um coletivo feminista anti-censura fundado pela colega artista Anita Steckel. Nos anos 70, o grupo defendeu o uso de imagens sexuais em obras de arte. Steckel argumentou: "Se o pênis ereto não é bom o suficiente para entrar em museus, ele não deve ser considerado bom o suficiente para entrar em mulheres".
Em 1978, Bourgeois foi encarregada pela Administração de Serviços Gerais de criar Facets of the Sun, sua primeira escultura pública. Bourgeois recebeu sua primeira retrospectiva em 1982, pelo Museu de Arte Moderna de Nova Iorque. Até então, ela havia sido uma figura periférica na arte cuja obra era mais admirada do que aclamada. Em uma entrevista ao Artforum, cronometrada para coincidir com a abertura de sua retrospectiva, ela revelou que a imagem em suas esculturas era totalmente autobiográfica. Aos setenta e um anos de idade, ela esculpiu Eyes, uma escultura de mármore agora em empréstimo permanente ao programa de arte pública da Universidade do Texas em Austin pelo The Met .
Em 1989, Bourgeois fez uma gravura em ponto seco, Mud Lane, da casa que ela mantinha em Stapleton, Staten Island, que ela tratava como um ambiente escultural e não como um espaço de moradia.
Bourgeois teve outra retrospectiva em 1989 na Documenta 9 em Kassel, Alemanha. Em 1993, quando a Royal Academy of Arts encenou sua pesquisa abrangente da arte americana no século XX, os organizadores não consideraram o trabalho de Bourgeois de importância significativa para incluir na pesquisa.  Entretanto, esta pesquisa foi criticada por muitas omissões, com uma crítica escrevendo que "seções inteiras da melhor arte americana foram eliminadas" e apontando que muito poucas mulheres foram incluídas. Em 2000, seus trabalhos foram selecionados para serem mostrados na abertura do Tate Modern em Londres. Em 2001, ela expôs no Museu Hermitage.
Em 2010, no último ano de sua vida, Bourgeois usou sua arte para falar pela igualdade entre lésbicas, gays, bissexuais e transgêneros (LGBT). Ela criou a peça I Do, retratando duas flores crescendo de um caule, para beneficiar a organização sem fins lucrativos Freedom to Marry. Bourgeois disse: "Todos deveriam ter o direito de se casar". Assumir o compromisso de amar alguém para sempre é uma coisa linda" Bourgeois tinha um histórico de ativismo em favor da igualdade LGBT, tendo criado obras de arte para a organização ativista da AIDS ACT UP em 1993.

## Morte
Bourgeois morreu de insuficiência cardíaca em 31 de maio de 2010, no Centro Médico Beth Israel em Manhattan Wendy Williams, diretora administrativa do Estúdio Louise Bourgeois, anunciou sua morte. Ela continuou a criar obras de arte até sua morte, sendo que suas últimas peças foram terminadas na semana anterior.
O New York Times disse que seu trabalho "compartilhava um conjunto de temas repetidos, centrados no corpo humano e em sua necessidade de cuidado e proteção em um mundo assustador".
Seu marido, Robert Goldwater, morreu em 1973. Deixou dois filhos, Alain Bourgeois e Jean-Louis Bourgeois. Seu primeiro filho, Michel, morreu em 1990.